# Cirsium subniveum
Espèce
Classification phylogénétique
Cirsium subniveum est une espèce de plante à fleurs appartenant au genre Cirsium et à la famille des Astéracées (ou Composées).

## Description
C'est une plante bisannuelle ou vivace.

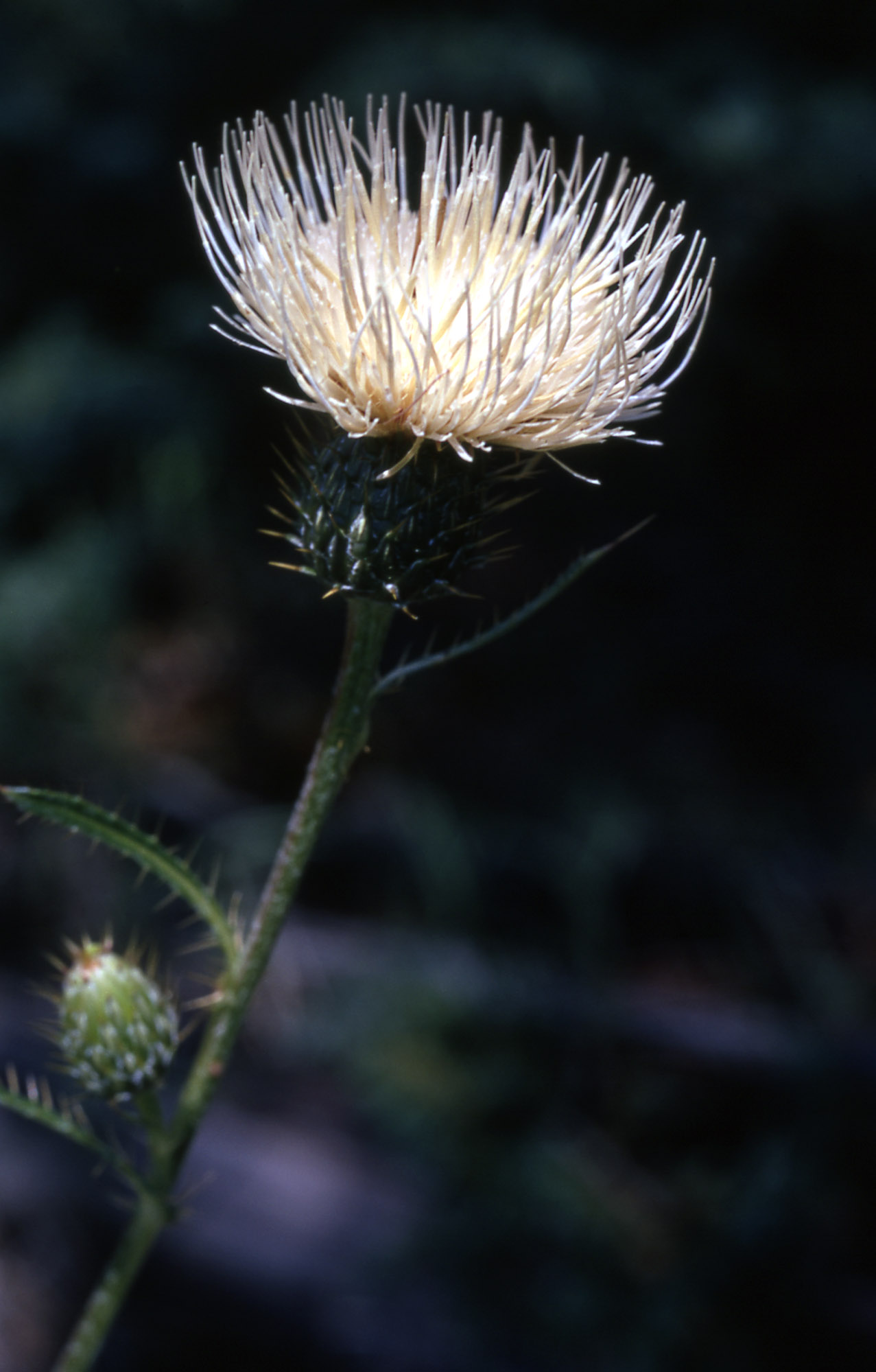